# Un père envahissant
Un père envahissant (Dora Heldt: Urlaub mit Papa) est un téléfilm allemand réalisé par Mark von Seydlitz et diffusé en 2009.

## Résumé
La femme de Heinz Schmidt doit subir une chirurgie. Feignant une incompétence totale dans la vie domestique, il s'incruste auprès de sa fille Christine, qui vient de divorcer de son mari Daniel, et de sa meilleure amie Dorothea qui partent en vacances dans une maison d'hôtes que leur amie Marleen est en train de rénover avec Nils, un décorateur d'intérieur.

## Fiche technique
- Scénario : Stefanie Straka, Dora Heldt
- Durée : 90 min
- Pays :  Allemagne

## Distribution
- Julia Stinshoff : Christine Schmidt
- Lambert Hamel (en) : Heinz Schmidt
- Steffen Groth : Johann Thies / Sebastian von Ahnen
- Bettina Lamprecht : Dorothea "Doro"
- Astrid Meyerfeldt : Marleen de Vries
- Philipp Sonntag : Kalli
- Christoph Hagen Dittmann : Gisbert Meyer
- Peter Fieseler : Nils
- Ulla Geiger : Mechthild Weidemann-Zapek
- Franziska Troegner : Hannelore Klüppersberg
- Oliver Hörner : Daniel Kramer
- Angelika Thomas : Dagmar Schmidt
- Gudrun Gundelach : Margareta "Mausi"
- Harald Burmeister : Policier blond
- Insa Frerichs : Greffière
- Holger Linderhaus
- Krystian Martinek : Hubert von Ahnen
- Mark von Seydlitz : Policier Bonke